# Porter de cadena
Els porters de cadena eren servents de palau situats en la porta principal.
Eren els porters de la primera porta de palau anomenats així mateix de cadena atès que posaven cadena a aquesta porta amb el seu cadenat i clau. Tenien la missió de llevar i posar la cadena perquè entrés la mula o cavall de la persona real i les cabalgaduras dels grans i prelats i dels cavallers als quals deixaven entrar cavalcant, llevada la cadena. Després que s'haguessin apeado, tiraven fos els cavalls i mules i tornaven a posar la cadena però deixaven en el vestíbul als cavalls o mules dels quals eren senyors, prelats, bisbes i dels quals tenien títol.
Tenien el seu salari i solien ser dos o tres que servien junts i eren diputats per a això. Se'ls donava una espelma de cera cada nit a tots perquè cremés prop de la porta.